# إيتورو
إيتورو هي شركة تداول اجتماعي ووساطة متعددة الأصول تركز على تقديم الخدمات المالية وخدمات تداول النسخ. لديها مكاتب مسجلة في قبرص والمـمــــلكة المتحدة والولايات المتحدة الأمريكيه وإســرائيل  وأستــــرالــيا. تسمح إيتورو لمستخدميها بمشاهدة نشاط التداول المالي للمستخدمين الآخرين، ونسخهم، وكذا القيام بتداولاتهم الخاصة أيضا. يسمح الزبناء برفع تداولاتهم إلى شبكة إيتورو حيت تظهر بالعديد من الطرق الإحصائية، كقيمة الأرباح المحققة. ويمكن للمستخدمين الأخرين إعداد حساباتهم لمتابعة هؤلاء المتداولون، حيث يقوم نظام إيتورو في هذه الحالة بتكرار عملية كل تداول يتم القيام بها في حسابات المتابعين.
تقدم إي تورو خدماتها في الأسهم والعملات والسلع ومؤشرات الأسهم من خلال منصة التداول الإلكتروني الخاصة بها حيث يمكن تسجيل ووضع الصفقات لمستخدميها.
  في عام 2018، كان تقييم الشركة 800 مليون دولار.

## التاريخ
تأسست شركة إي تورو في إسرائيل بتل أبيب سنة 2007 تحت اسم رتايل إف إكس (RetailFX)، من قبل الاخوة يوني أسيا ورونين أسيا بالتعاون مع ديفيد رينغ. أراد مؤسسو إي تورو جعل عالم الاستثمار المالي في متناول الجميع من خلال منصة التداول المالي الأولية للشركة، والتي كانت عبارة عن منتج قابل للتحميل فقط، وتتضمن تصورات بيانات التداول التي تصور عملية التداول كسباق بين العملات أو ما يمكن أن يكون أشبه بشد الحبل بين العملات. وقامت الشركة بتوسيع منتجاتها لاحقا من خلال إطلاق برنامج التداول المهني، أو«وضع الخبير»، بالإضافة لمنصة تداول معتمدة على الويب أو«ويب تريدر».
في عام 2010 ، أصدرت إيتورو  منصة الاستثمار الاجتماعي إيتورو  اوبن بوك (eToro OpenBook)، إلى جانب ميزة نسخ التداول "CopyTrading" الخاصة بها التي تمكن تمكن منصة التداول إيتورو المستثمرين من عرض ومتابعة ونسخ كبار المتداولين في الشبكة تلقائيًا. في وقت في وقت لاحق من ذلك العام، أصدرت إيتورو أول تطبيق يعمل بنظام أندرويد (Android) بحيث يمكن للمستثمرين شراء وبيع الأدوات المالية عبر الأجهزة المحمولة.
بين عامي 2007 و2013، رفعت الشركة تمويلها إلى 31.5 مليون دولار في أربع دورات لتتمكن من توسيع أعمالها التجارية.
وفي ديسمبر كانون الأول عام 2014، ارتفعت إي تورو إلى 27 مليون دولار من مستثمرين روس وصينيين.
في ديسمبر 2017، أصبحت إيتورو  وكوين داش (CoinDash)  شريكين لتطوير التداول الاجتماعي القائم على بلوك شاين (BlockChain). في عام 2018، جمعت إيتورو 100 مليون دولار إضافية في جولة تمويل خاصة.
بصوره عامه، تم استثمار أكثر من 222 مليون دولار في إيتورو من قبل شركات الاستثمار، مثل CommerzVentures و Spark Capital و SBI Holdings و Korea Investment Partners و China Minsheng Financial Holdings ، حسبما ذكرت الشركة.
في ديسمبر 2018، حصلت إيتورو إكس (eToroX)، وهي شركة فرعية لتشفير العملة في إيتورو، على ترخيص مزوّد بتقنية دفتر الأستاذ الموزع (DLT) من لجنة جبل طارق للخدمات المالية، لتخزين أو نقل القيمة المملوكة للآخرين (أنشطة DLT).
في مارس 2019، استحوذت إيتورو على شركة فيرمو Firmo الدنماركية للبلوك شاين مقابل مبلغ لم يكشف عنه.
في سبتمبر 2019، قدمت ايتورو لغه ليرة Lira ، وهي لغة برمجة جديدة مفتوحة المصدر للعقود المالية.
في أبريل 2019، أضافت إيتورو ثمانية عملات مستقرة إلى خدمة تبادل العملات المشفرة إيتورو إكس  eToroX.
في أكتوبر 2019، أصدرت إيتورو محفظة تشفير قائمة على المعنويات باستخدام تقنية الذكاء الاصطناعي لتقييم الانطباعات الإيجابية أو السلبية الحالية للأصول الرقمية على موقع التواصل الاجتماعي تويتر.

## العمليات
يقع مكتب البحث والتطوير الرئيسي لإي تورو في تل أبيب بإسرائيل. بالإضافة إلى كيانات قانونية مسجلة في المملكة المتحدة وقبرص، إي تورو موجود أيضا في أستراليا من خلال شراكة مع أسواق IC. في أستراليا، يتم تنظيمها من قبل هيئة الأوراق المالية والاستثمارات الأسترالية.
في عام 2013، قدم إيتورو قدرته على الاستثمار في العقود مقابل الفروقات الأسهم، مع طرح أولي من 110 منتجات الأوراق المالية. في العام نفسه، تم الترخيص لإي تورو بتقديم خدماتها في المملكة المتحدة من قبل السلطة التنظيمية FCA، كشركة فرعية إي تورو المملكة المتحدة (eToro UK). في يناير كانون الثاني عام 2014، أضاف إيتورو البيتكوين CFD على الأدوات الاستثمارية.
وبعد ثلاثة أشهر، أضاف ايتورو في أبريل نيسان 2014 حوالي 130 من الأسهم البريطانية والألمانية المكونة لمؤشر فوتسي 100 ومؤشر داكس 30 إلى مجموعة أسهم الشركة.
وقد ذكرت الشركة في تصريحاتها العلنية أنه بحلول عام 2010، أنها بلغت 1.5 مليون عميل مسجل لديها. وبنهاية عام 2013، ورد أنها تضم أكثر من 3 ملايين حساب. ويخضع إي تورو لقوانين هيئة الأوراق المالية والبورصات القبرصية (CySEC) في أوروبا، ومرخصة من لذن سلطة السلوك المالية (FCA) في المملكة المتحدة، ومسجلة في الرابطة الوطنية للعقود الآجلة الأمريكية (NFA) في الولايات المتحدة.
شركة خاصة= الخدمات ==
تعتمد خدمات التداول الاجتماعي لإي تورو على بث مباشر لبيانات التداول التي يتم تحميلها على منصة إي تورو اوبن بووك (eToro OpenBook) ليراها الجميع.
تظهر عمليات التداول الخاصة بكل مستخدم تلقائيا في ملفه الشخصي إي تورو أوبن بوك (eToro OpenBook) حيث يمكن للمستخدمين الآخرين رؤية إحصائيات تداولاتهم. حيهنا يمكن للمستخدمين إعداد حساباتهم لنسخ أي مستثمر على الشبكة، وفي هذه الحالة يقوم نظام إيتورو بتكرار كل عملية تداول يقوم بها المستثمر المنسوخ في حسابات الناسخين له. يمكن للمستخدمين أيضا مشاركة المنشورات المثيرة للاهتمام في إيتورو وإلى الشبكات الاجتماعية الأخرى.
تتضمن مجموعة إيتورو الاستثمارية التداول الفوري في أزواج العملات وعقود الفروقات على السلع الأساسية والمؤشرات والأسهم، والبيتكوين.

## التسويق والإنتشار
في يونيو 2015، أعلنت إي تورو عن ابرامها لصفقة شراكة لمدة 3 سنوات مع نادي وست هام يونايتد لكرة القدم من الدوري الإنجليزي الممتاز. في أغسطس 2018، أعلنت إيتورو عن عقد رعاية مع سبعة فرق كرة قدم من الدوري الممتاز البريطاني، بما في ذلك توتنهام هوتسبر وبرايتون أند هوف ألبيون إف سي وكارديف سيتي إف سي وكريستال بالاس وليستر سيتي ونيوكاسل يونايتد ونادي ساوثهامبتون. استمرت الشراكة في الدوري الممتاز 2019-20 مع أستون فيلا، وإيفرتون إف سي الانضمام إلى ساوثهامبتون، وتوتنهام هوتسبر، وكريستال بالاس إف سي، وليستر سيتي إف سي.
في عام 2018، تم الإعلان عن مشاركة ممثل لعبة Game of Thrones  في حملة إعلانية لـ إيتورو. تم إصداره في أكتوبر 2018 على يوتيوب وأصبح منتشر على الإنترنت.
في فبراير 2019، ذكرت صحيفة ساوث تشاينا مورنينج بوست أن «العلامة التجارية تخطط للتوسع في جنوب شرق آسيا وربما في هونغ كونغ.» فيتنام وماليزيا والفلبين وتايلاند. ونقلت الصحيفة عن الرئيس التنفيذي لشركة Yoni Assia توقع أن تساهم آسيا بنسبة تصل إلى 30 في المائة من إجمالي إيرادات الشركة من الأسواق النامية في فيتنام وماليزيا والفلبين وتايلاند.

### في الولايات المتحدة الأمريكية
في مارس 2019، أطلقت eToro منصة تداول العملات المشفرة ومحفظتها المستقلة لمستخدمي الولايات المتحدة. وهو يوفر حاليًا 14 عملة مشفرة: في 32 ولاية. وفقًا لـ Techcrunch ، كانت إستراتيجية الإطلاق متجذرة «في إيمان الشركة بفرصة السوق الهائلة الموجودة مع رمزية الأصول».

## روابط خارجية
- الموقع الرسمي